# Begell House
Begell House è una casa editrice accademica di riviste e libri medici e scientifici, specializzata in ingegneria e scienze biomediche.  L'editore produce anche e-book e articoli digitali tramite la Begell Digital Library e Thermopedia.
Fu fondata nel 1991 da William Begell. L'azienda è privata e la sede centrale si trova a Danbury, nel Connecticut. È membro dell'International Association of Scientific, Technical, and Medical Publishers (STM).

## Riviste
La casa editrice pubblica 48 riviste sottoposte a revisione paritaria e circa 10 nuovi libri all'anno. Tutte le riviste sono rivolte alle comunità accademiche e professionali. L'intera collezione di 38 riviste elettroniche di Begell House è archiviata e conservata elettronicamente da Portico.
Tutti i titoli delle riviste sono inclusi nel Journal Citation Reports. Gli abstract e gli articoli sono indicizzati da: ISI Thompson Science Citation Index, CAS, SCOPUS, PubMed, CrossRef, tra gli altri.